# Решетников Веніамін Сергійович
Веніамін Сергійович Решетников (рос.: Вениамин Решетников; 28 липня 1986, Новосибірськ, РРФСР) — російський фехтувальник (шабля), дворазовий чемпіон Європи.
До фехтування Веніамін займався баскетболом, бальними танцями, карате. А в 11 років мама привела його до Миколи Дмитровича Суроєгіна, який став його першим тренером з фехтування. 
У 2006 році після перемоги на юніорському чемпіонаті світу у складі команди шаблістів Веніаміна почали долучати до складу збірної Росії для участі у дорослих турнірах. Якщо на першому турнірі, у Мадриді, Решетников не потрапив до 1/16 фіналу, то на наступному турнірі, що проходив у Тегерані, він посів третє місце.
2007 рік став успішним для російського шабліста. Він знову потрапив на подіум на етапі Кубку світу, посівши третє місце у Тунісі. Результати в особистих першостях на чемпіонатах Європи та світу були посередніми: 27 та 55 місце, але у складі команди Веніамін став чемпіоном Європи.
2008 рік виявився провальним для Веніаміна. Він ні разу не потрапив у вісімку на етапах Кубку світу і через низький рейтинг не потрапив до складу збірної на чемпіонат Європи та Олімпійські ігри.
2009 рік відзначився покищо найкращим результатом Веніаміна Решетникова у кар'єрі — він став чемпіоном Європи у особистому заліку. У фінальному поєдинку суперником Веніаміна став француз Жульєн Пілле. По ходу фіналу Решетников програвав 4:8, потім вигравав 13:11, але кульмінації поєдинок досяг за рахунку 14:14. Решетников зробив укол і виграв матч.
Решетников закінчив Новосибірський державний педагогічний університет за спеціальністю «Фізична культура». Зараз отримує другу освіту за спеціальністю «Муніципальне та державне управління» в аграрному ВУЗі.
Хобі — музика.

## Інтернет джерела
- Профіль на сайті www.nahouw.net[недоступне посилання з липня 2019]
- Інтерв'ю на сайті www.onesport.ru[недоступне посилання з липня 2019]